# Historia de San Fernando
La historia de San Fernando (Cádiz) es la propia de una ciudad que, debido a su situación geográfica, siempre ha estado relacionada con el mar, motivo que ha hecho que sus pobladores siempre hayan realizado trabajos relacionados con este medio, como la pesca, la almadraba, las salinas, y, desde el siglo XVIII, con la Armada.Los primeros pobladores de La Isla fueron los fenicios, que llegaron a finales del II milenio a. C.,y a los que siguieron los cartagineses y los romanos, que conocieron a la localidad como Antípolis (o Cimbis, aunque este término se asocia a la vecina Chiclana). Durante esta época la bahía gaditana vivió una era de esplendor, debido al emporio comercial de Gades (actual Cádiz), pero tras la llegada de los visigodos en el siglo V, la isla quedó prácticamente desierta. Con la llegada de los musulmanes la localidad volvió a recobrar algo de su antiguo esplendor, pero no fue hasta la Edad Moderna, y en especial, a partir del siglo XVIII, cuando la Isla de León comenzó a vivir una etapa de gran progreso, como lo atestiguan las construcciones de la época. Pero es, sin duda alguna, el acontecimiento de mayor importancia el que se produjo durante la Guerra de Independencia Española, cuando la ciudad, sitiada por los franceses, resistió heroicamente el avance del invasor, y se convirtió en sede de las Cortes españolas y de la capitalidad de la nación.

## Prehistoria
Anteriores al ser humano se han encontrado restos de seres prehistóricos como el Trilobites, y fósiles de cétaceos de la era pliocénica, localizados en Gallineras, Camposoto y, principalmente, en el Cerro de los Mártires, y que se conservan en el Museo Municipal de la ciudad.
Del humano primitivo se han encontrado restos en Punta Cantera, Torre Alta, Fadricas y en el Sector III de Camposoto, donde se ha encontrado restos de un poblado de esta era. Del periodo Neolítico se han encontrado restos en el lugar denominado como Pago La Zorrera, situado entre el Cerro de los Mártires y Gallineras.
Hay que decir que el terreno donde se asienta actualmente la ciudad de San Fernando no estaba formado en esta época.

## Edad Antigua
Durante la Edad Antigua, la isla donde actualmente se asienta San Fernando fue poblada por fenicios, cartagineses y romanos, dejando todos un rico legado, especialmente los romanos.

### Fenicios
Los fenicios de Tiro llegaron a las islas Gadeiras (Erytheia, Antípolis y Kotinousa) en torno al año 1100 a. C., fundando la ciudad de Gadir (actual Cádiz), el poblado de Doña Blanca (en lo que hoy es El Puerto de Santa María) y el Templo de Hércules Gaditano (en San Fernando). Los fenicios gaditanos mantuvieron contactos comerciales y económicos con los tartesios.
El actual término municipal de San Fernando se encontraba dividido en época fenicia entre la isla de Kotinousa (en la que se encontraría el actual islote de Sancti Petri) y la isla de Antípolis (donde se situaría la actual ciudad). Durante la época de dominación fenicia se establecieron en San Fernando numerosas industrias alfareras (actividad que perduró hasta la época romana), debido a la importancia comercial y económica de Gadir. En la actualidad la ciudad cuenta con el mayor conjunto de hornos alfareros púnicos puestos en valor del mundo, destacando los Hornos Púnicos y Fenicios que se conservan en céntrica plaza de la localidad o los del museo municipal. También los fenicios se dedicaron a la explotación de salinas y de almadrabas, a la salazón del pescado (actividades que han llegado a nuestros tiempos) y a la extracción de púrpura. Y aunque no llegaron a esteblecen un poblado estable (para ello habían fundado Gadir), si que construyeron un templo, conocido como Templo de Hércules Gaditano, situado en el extremo sur de la isla de Kotinousa y en lo que hoy es el islote de Sancti Petri. Actualmente no existen restos del templo ya que fue destruido, probablemente para su uso como cantera de nuevas construcciones.

La bahía gaditana en la Antigüedad.

### Cartagineses
Los cartagineses, principal potencia militar en el Mediterráneo entre los siglos VI y III antes de Cristo, llegaron a las Gadeiras en torno al año 400 a. C., para defender a Gadir de la presión de Tartessos. Pronto consiguieron derrotar a los tartesios y dominar Gadir.
En San Fernando tampoco construyeron un poblado, aunque continuaron con las actividades comerciales fenicias y con la dedicación al culto del templo.

### Romanos
Al finalizar la segunda guerra púnica, los romanos derrotaron a los cartagineses y se apoderaron de Hispania. En el año 206 a. C., las tropas de Escipión el Africano entraron en Gades sin la menor resistencia, tras el acuerdo entre los magistrados gaditanos y el lugarteniente de Escipión Lucio Marcio Séptimo. Durante la época de dominación romana, Antípois (nombre dado por los romanos a la isla de San Fernando), al igual que toda la bahía, vivió una época de esplendor y fama en todo el Imperio romano, debido a la exportación del sabroso Garum, y, en menor medida, explotaciones agrícolas, la industria de salazón de pescado y las manufacturas. Antípolis carecía de categoría jurídica y administrativa específica, por lo que se asocia con Ad Pontem (poblado situado junto al puente-acueducto, actual Puente Zuazo) o con el Ad Herculem (nombre que proviene del Templo de Hércules). El Templo de Hércules continuó siendo un lugar de culto, ahora al culto romano, a lo que se unió la faceta de centro administrativo. Cuenta una leyenda que Julio César, por entonces cuestor del pretor Cayo Antistio Veto, lloró amargamente ante una estatua de Alejandro Magno situada en dicho templo. Por aquella época se supone que existía una colosal estatua de más de veinte metros sobre en templo. Durante la guerra civil entre César y Cneo Pompeyo, el templo fue saqueado por el general del ejército pompeyano Marco Varrón, destacando tesoros como el Olivo de Pigmalión, que tras la victoria de César fueron devueltos a este. Los romanos construyeron un acueducto situado en el lugar donde hoy se encuentra el Puente Zuazo, y que abastecía a Gades de agua procedente de El Tempul.

## Edad Media
La Edad Media es una época decadente para San Fernando, que pierde sus industrias y a la mayor parte de sus pobladores. A la caída del Imperio romano, durante la dominación visigoda y bizantina solo vivían algunas familias de pescadores.
Esta época es una época de crisis para la ciudad, que permanece prácticamente desértica, en la que tan solo permanecen algunas familias de pescadores. Posteriormente, durante la era musulmana, surgieron núcleos en torno al castillo de Sancti Petri y en el Sector III de Camposoto. En 1262 el rey Alfonso X el Sabio reconquistó estas tierras, que pasaron a formar parte del Reino de Castilla.

### Visigodos y bizantinos
Tras la caída del Imperio romano y las posteriores incursiones de los pueblos germánicos, se inicia una época de crisis y decadencia en la bahía gaditana, en especial de Gades. Tras el paso de suevos, vándalos y alanos, son los visigodos los que se asientan en la zona, aunque, como en todo el sur peninsular, tuvieron que enfrentarse con los bizantinos, que se consideraban herederos de los romanos. Los bizantinos dominaron la región desde el año 552 hasta el 620, cuando fueron expulsados por las visigodos. Durante esta época cayeron en desuso los alfares romanos y el resto de las industrias establecidas en época fenicia. Destacable es el paso por estas tierras de unos monjes misioneros, en el siglo VII.

### Musulmanes
En la primavera del año 711 los musulmanes, comandados por Táriq ibn Ziyad, derrotaron a los visigodos en la batalla de Guadalete. Tras la victoria musulmana, toda la región pasa a su control. Esta es otra época de declive y despoblamiento en la bahía de Qadis. Durante el califato de Córdoba, la isla de San Fernando pasa a formar parte de la cora de Saduna. A la caída del califato se integra a la Taifa de Arcos, la cual se anexiona en la Taifa de Sevilla en 1069. Posteriormente, en 1091, pasa a formar parte del Imperio Almorávide. En 1147 se incorpora al Imperio almohade. Durante los siglos XI y XII se construyeron los primeros núcleos de población considerados como urbanos, uno en torno al actual castillo de San Romualdo y otro alrededor del primitivo Real Carenero. Aunque en esta era se destruye una de las reliquias que se conservaban de la época de esplendor gaditano: la enorme estatua existente sobre el Templo de Hércules Gaditano es derribada por el caudillo almohade Ben Maimun, cuando buscaba los supuestos tesoros que en él se encontraban.

### Reconquista
Tras una expedición cristiana al mando del almirante genovés Benedetto Zacarías, que construyó una torre-vigía en el islote de Sancti Petri, las tropas castellanas de Alfonso X el Sabio incorporaron las tierras al Reino de Castilla, en el año  1264. Tras la reconquista la isla quedó desierta, por lo que gentes del norte de España (principalmente cántabros de Santander, Laredo y Castro Urdiales) vinieron a repoblar la Isla de León. Los repobladores construyeron un poblado en torno al castillo y al Puente Zuazo, conocido como Logar o Lugar de la Puente y mejoraron ambas construcciones.

### sigloXV
En este siglo, el rey Juan II de Castilla cedió el Logar de la Puente (Castillo de San Romualdo) a la familia Zuazo. El segundo de los Zuazo, Pedro de Zuazo, promovió el desarrollo del lugar.
A finales de siglo los Reyes Católicos ceden la isla a la familia Ponce de León, recibiendo el nombre de Isla de León. Mientras siguen llegando más repobladores.

## Edad Moderna
Durante esta época la Real Villa de la Isla de León (San Fernando) comienza a crecer, antes de convertirse en la ciudad que es ahora.

### SiglosXVIyXVII
La villa recibe en esta época en asalto y asedio de bandas piratas. Para mejorar las comunicaciones con Cádiz se construyen el Camino Real y el Puente Zuazo como es hoy, que se defiende con una serie de baterías defensivas, como la Batería de Zuazo. En el año 1562 se construyó el Real Carenero, la población trabajó allí y en la Almadraba de Hércules. En el año 1587, al igual que Cádiz, la villa es asaltada por el pirata Francis Drake. En el año 1596, es saqueada de nuevo por piratas ingleses. Para evitar ataques se construye Torre Alta, se fortifica el Puente Zuazo y el Caño de Sancti Petri se hace defensivo. Quizás por este último motivo la Almadraba de Hércules entra en crisis. En esa época tan solo había algunas casas diseminadas alrededor del Real Carenero y del Castillo de Sancti Petri. La villa era un coto de caza para los señores de Cádiz. En el año 1679 solo había 300 habitantes en la Isla. Al año siguiente se construye la primera iglesia de San Fernando, un convento de los Carmelitas descalzos.

### sigloXVIII

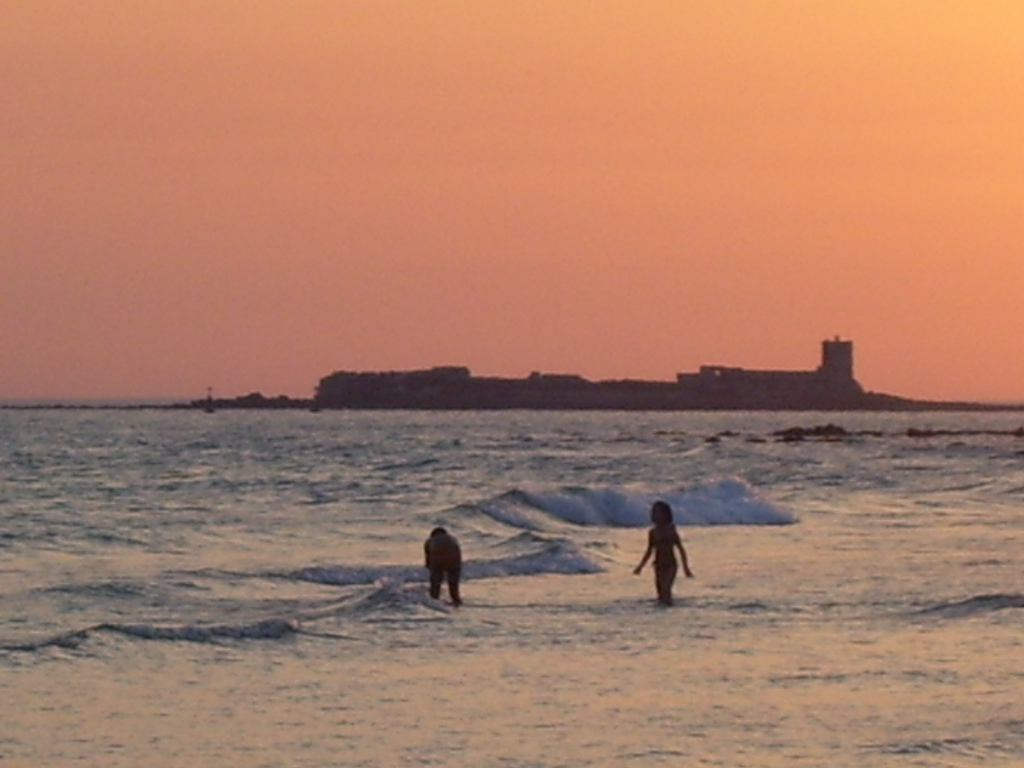
El Castillo de Sancti Petri.

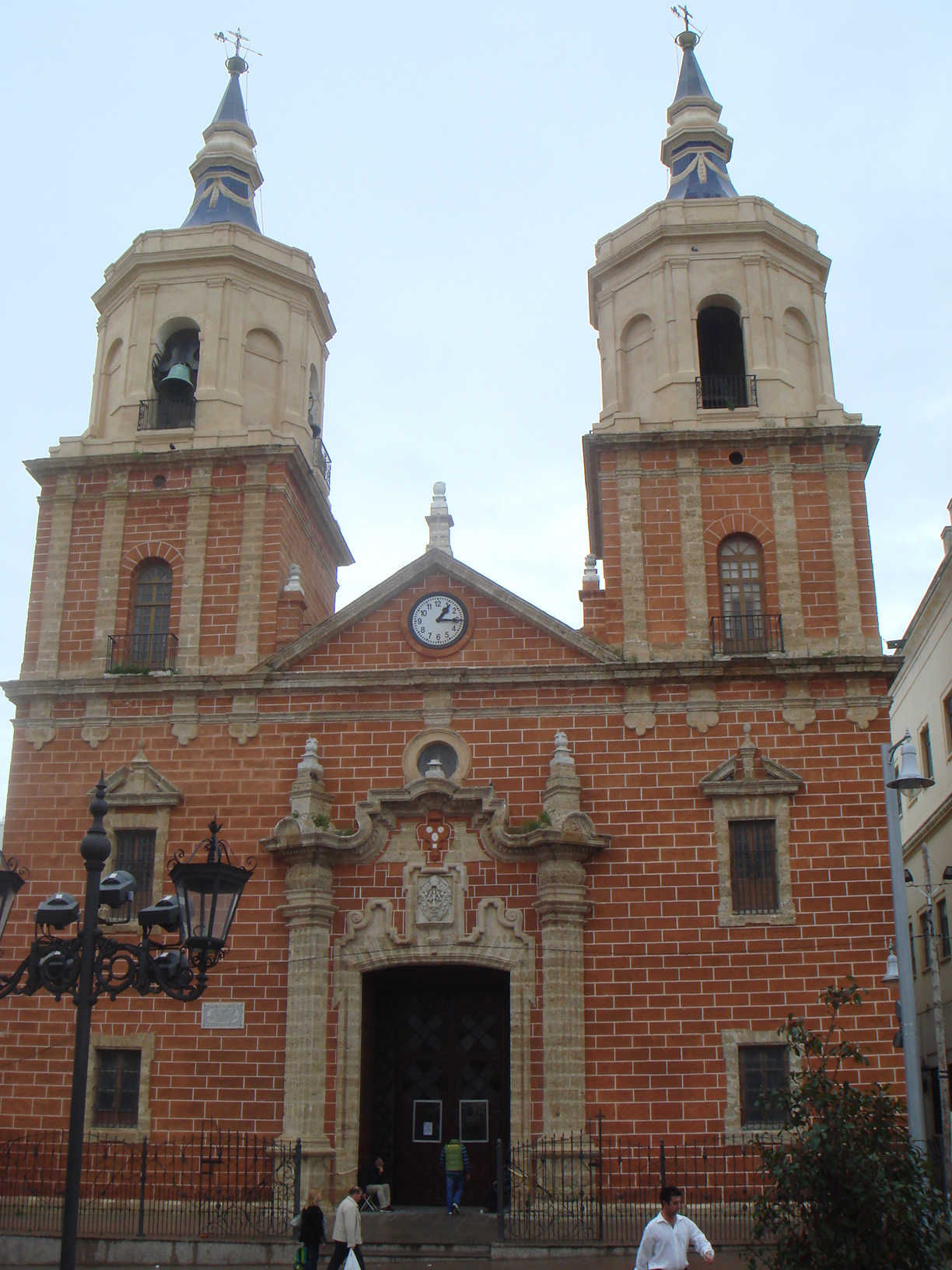
Iglesia Mayor de San Pedro y San Pablo.

Este siglo es el de mayor crecimiento para San Fernando, que comienza con un intento frustrado de invasión anglo-holandesa. Se fortifica la Alcantarilla y el Castillo de Sancti Petri en 1717. En 1729, la ciudad pasa a la jurisdicción de la corona, bajo la fuerte oposición de los gaditanos, que pierden así sus casas de recreo y sus cotos de caza. El Real Carenero pierde importancia y se construye en su sustitución el Arsenal de la Carraca, de mayor valor estratégico, donde se bota el buque Hércules. La calle Real comienza a ser una verdadera calle. En esta misma calle se construyen la Iglesia de El Carmen (1733), la Iglesia de San Francisco (1744) y la Iglesia Mayor de San Pedro y San Pablo (1769). En esa época la localidad pasa a llamarse Real Villa de la Isla de León y adquiere el título de villa.

«...la Real Isla de León pasa a denominarse Villa de la Real Isla de León.
Real Cédula de Carlos III del 11 de enero de 1766

En 1786 comienzan las obras de construcción de la Población militar de San Carlos, paso fundamental en el desarrollo urbano de San Fernando. A finales de siglo comienzan la construcción de nuevas iglesias, la Iglesia de la Divina Pastora y la Iglesia del Santísimo Cristo de la Vera Cruz.
Se comienza a construir el ayuntamiento y se traza totalmente la calle Real, arteria principal de La Isla. En 1798 se inaugura el Real Instituto y Observatorio de la Armada y la del Panteón de Marinos Ilustres (iglesia de la población de San Carlos), aunque este último no será acabado hasta mediados del siglo XX.

## Edad Contemporánea

### sigloXIX
En este siglo se construyen el Real Teatro de las Cortes (1804), se termina en parte el Panteón de Marinos Ilustres, la Plaza de toros y se inaugura la Biblioteca Almirante General Lobo, pero sin duda el momento de mayor importancia en este siglo, y probablemente el más importante de la historia de la ciudad, es el asedio por parte de las tropas imperiales napoleónicas entre 1810 y 1812; y la elaboración durante dicho asedio de la Constitución Española de 1812, periodo en el que la Real Villa de la Isla de León fue capital del reino español.

#### Las Cortes Generales de 1810

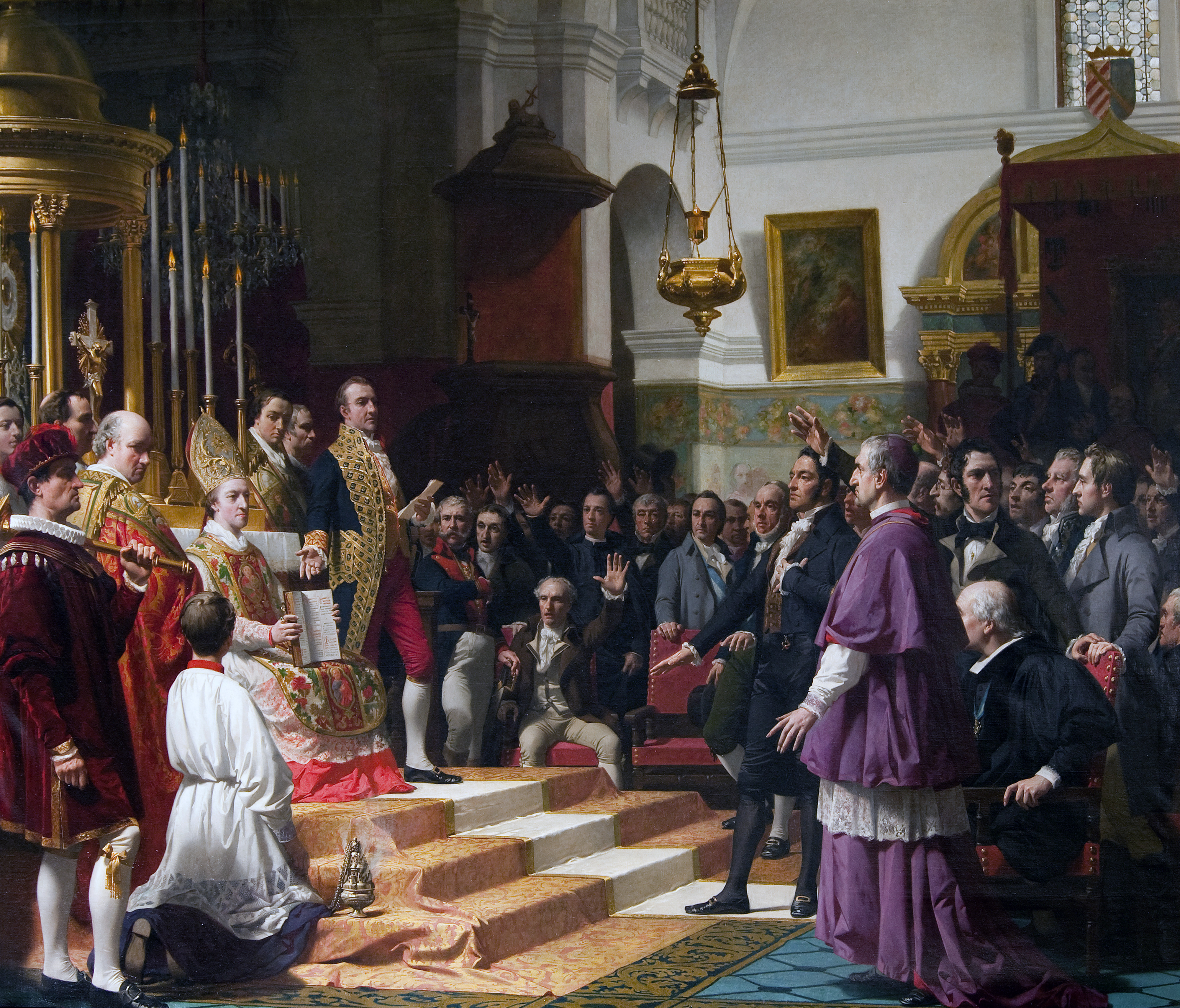
Juramento en la Iglesia Mayor parroquial de San Pedro y San Pablo de la ciudad. Expuesto como tal en el Congreso de los Diputados de Madrid.

Durante la Guerra de la Independencia Española, la ciudad sería protagonista de la vida política española al ser, junto a Cádiz, el único territorio de la España peninsular no ocupado por los franceses. Debido a que la capital de la provincia se encontraba asediada por la fiebre amarilla, se juraron las cortes en la iglesia Mayor Parroquial de San Fernando el 24 de septiembre de 1810.
El Consejo de Regencia se instaló en el convento de la Compañía de María, trasladándose las religiosas al convento de la orden de las Capuchinas en Cádiz.
El día 24 de septiembre de 1810, a las nueve y media de la mañana, los Diputados formados con el Consejo de Regencia se trasladaron a la Iglesia Mayor de San Pedro y San Pablo y celebraron la Santa Misa. Tras el Evangelio, Don Nicolás María de Sierra, Notario Mayor del Reino, pronunció por dos veces la fórmula del juramento:

¿Juráis la Santa Religión Católica, Apostólica, Romana, sin admitir otra en estos Reinos? ¿Juráis conservar en su integridad la nación española y no omitir medio para liberarla de sus injustos opresores? ¿Juráis conservar a nuestro muy amado Soberano Don Fernando VII todos sus dominios, y en su defecto a sus legítimos sucesores, y hacer cuantos esfuerzos sean posible para sacarlo del cautiverio y colocarlo en el trono? ¿Juráis desempeñar fiel y lealmente el encargo que la nación ha puesto a vuestro cuidado, guardando las leyes de España, sin perjuicio de alterar, moderar, y variar aquellas que exigiesen el bien de la nación?
Don Nicolás María de Sierra

Y habiendo respondido todos los señores diputados: "Sí, juramos", pasaron de dos en dos a tocar el Libro de los Santos Evangelios. En la Iglesia Mayor de San Fernando se dieron cita 296 de los 300 diputados de los cuales 220 correspondían a la Península, Ceuta, Melilla y Canarias y 80 eran los que representaban a los españoles de América y Filipinas. La nómina de diputados incluía personas de todo tipo. Había 90 eclesiásticos, 56 abogados, 49 funcionarios, 39 militares y 15 catedráticos de universidades. Al respecto hay que subrayar que el clero no actuó como estamento sino que cada individuó adoptó las posiciones que creía oportunas.

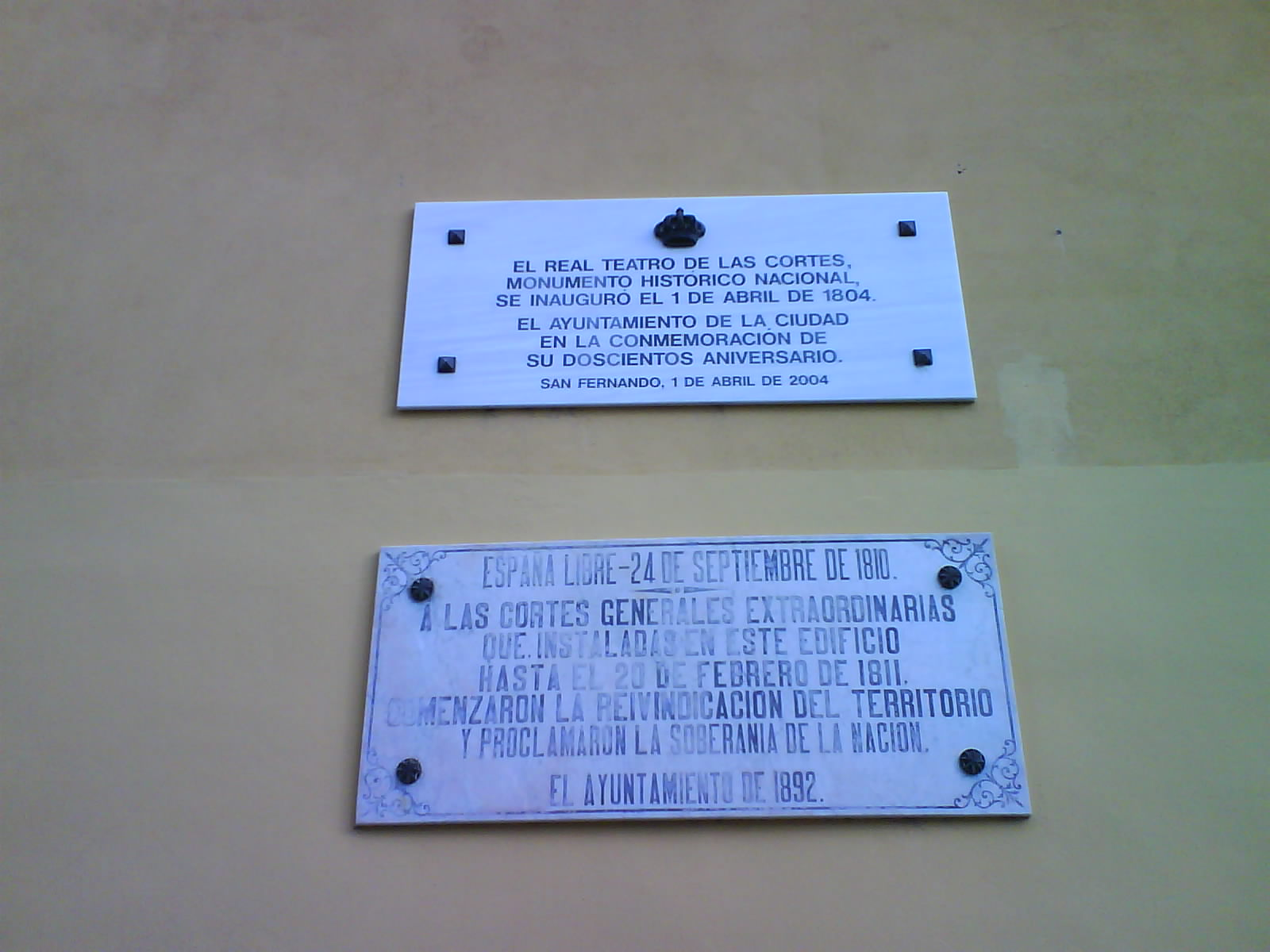
Placas conmemorativas en la fachada del Real Teatro de las Cortes.

Las Cortes Generales permanecieron en el teatro cómico de la ciudad (más tarde conocido como Real Teatro de Las Cortes) hasta el 20 de febrero de 1811, trasladándose posteriormente a Cádiz, donde fue promulgada la Primera Constitución Democrática de la Historia de España (denominada popularmente "La Pepa" por ser publicada el 19 de marzo de 1812). Durante su estancia en San Fernando, se estableció un Gobierno Provisional en la hasta ese momento, Capitanía General, se estableció como capital del Reino a la Real Villa de la Isla de León, se introdujo el principio de la soberanía nacional, la separación de poderes y la inmunidad de los Diputados en el ejercicio de su labor y como representantes de la nación.
Debido a su valiente comportamiento ante los franceses, Fernando VII otorgó el título de ciudad a la Isla de León y cambió su nombre por actual el de San Fernando. El 17 de julio de 2001, S.M. Juan Carlos I otorgó el título de Real al teatro en atención a estos valores históricos y constitucionales.

#### Los Cien Mil Hijos de San Luis
En los años posteriores, el descontento con Fernando VII, que no aceptó la constitución, provocó el pronuciamiento del General Riego, dando lugar a un enfrentamiento con el Duque de Angulema y Los Cien Mil Hijos de San Luis. El invasor francés consiguió entrar en la ciudad, permaneciendo en ella hasta 1828.

#### Revolución de 1868 y I República
El 12 de septiembre de 1868, el Almirante Topete se subleva en la bahía gaditana contra el gobierno de Isabel II, dirigiéndose así a sus gentes:

Gaditanos: Un marino que os debe señaladas distinciones, entre ellas la de haber llevado vuestra representación al Parlamento, os dirige su voz para explicaros un gravísimo suceso. Esta es la actitud de la Marina para con el malhadado Gobierno que rige los destinos de la Nación.

No esperéis de mi pluma bellezas. Prepararos sólo a oír verdades. Nuestro desventurado país yace sometido años a la más horrible dictadura; nuestra ley fundamental rasgada, los derechos del ciudadano escarnecidos; la representación nacional ficticiamente creada; los lazos que deben ligar al pueblo con el trono, y formar la monarquía constitucional, completamente rotos.

No es preciso proclamar estas verdades; están en la conciencia de todos.

En otro caso os recordaría el derecho de legislar, que el Gobierno por sí sólo ha ejercido, agravándole con el cinismo de pretender aprobaciones posteriores de las mal llamadas Cortes, sin permitirlas siquiera discusión sobre cada uno de los derechos que en conjunto les presentaba, pues hasta del servilismo de sus secuaces desconfiaban en el examen de sus actos.

Que mis palabras no son exageradas lo dicen las leyes administrativas, la de orden público y la de imprenta.

Con otro fin, con el de presentaros una que es la negación de toda doctrina, os cito la de instrucción pública.

Pasando del orden político al económico, recientes están las emisiones, los empréstitos, la agravación de todas las contribuciones. ¿Cuál ha sido su inversión? La conocéis y la deplora con vosotros la marina de guerra, apoyo de la mercante y seguridad del comercio; cuerpo proclamado poco a la gloria del país, y que ahora mira sus arsenales desiertos, la miseria de sus operarios, la postergación de sus individuos todos y viéndose en tan triste cuadro un vivo retrato de la moralidad del Gobierno.

Males de tanta gravedad exigen remedios análogos; desgraciadamente, los legales están vedados; forzoso es por tanto apelar a los supremos, a los heroicos.

He aquí la razón de la Marina en su nueva actitud; una de las partes de su juramento está violada con mengua de la otra. Salir a la defensa de ambas, no sólo es lícito sino obligatorio.

Expuestos los motivos de mi proceder y del de mis compañeros, os diré nuestras aspiraciones.

Aspiramos a que los poderes legítimos, pueblo y Trono funcionen en la órbita que la constitución les señale, estableciendo la armonía ya extinguida, el lazo ya roto entre ellos.

Aspiramos a que las Cortes Constituyentes, aplicando su leal saber y aprovechando lecciones harto repetidas, de una funesta experiencia, acuerden cuanto conduzca al establecimiento de la verdadera monarquía constitucional.

Aspiramos a que los derechos del ciudadano sean profundamente respetados por los Gobiernos, reconociéndoles las cualidades de sagrados, que en sí tienen.

Aspiramos a que la hacienda se rija moral e ilustradamente, modificando gravámenes, extinguiendo restricciones, dando amplitud al ejercicio de toda industria lícita y ancho campo a la actividad individual y al talento.

Estas son concretamente expuestas mis aspiraciones y las de mis compañeros. ¿Os asociáis a ellas sin distinción de partido, olvidando pequeñas diferencias, que son dañosas para el país? Obrando así labraréis la felicidad de la patria, y ésta es precisamente la bandera que la Marina enarbola.

Como a los grandes sentimientos suelen acompañar catástrofes que empañan su brillo, con ventaja cierta de sus enemigos, creo con mis compañeros hacer un servicio a la causa liberal, prestándonos a defenderla, conteniendo todo exceso. Libertad sin orden, sin respeto a las personas y a las cosas no se concibe. 
Correspondo, gaditanos, a vuestro afecto colocándome a la vanguardia en la lucha que hoy empieza y sostendréis con vuestro reconocimiento y denuedo.

Os pago, explicándoos mi conducta, su razón y su fin; a vosotros me dirijo únicamente; hablen al país los que para ellos tengan título.

Bahía de Cádiz, a bordo de la Zaragoza, 17 de septiembre de 1868.

Juan Bautista Topete.

Tras la proclamación de Cádiz como Cantón independiente, en San Fernando las desavenencias entre el capitán general del Departamento Marítimo y el Ayuntamiento republicano-federal, producen graves enfrentamientos entre Voluntarios de la República y la marina, especialmente en la Población militar de San Carlos. Finalmente los voluntarios se retiran de San Fernando para hacerse fuertes en Cádiz. Las tropas de Marina ocupan San Fernando y desarman a los voluntarios que quedan.

### sigloXX
Este siglo comienza con una grave situación de paro en el Arsenal de la Carraca, motivada por la pérdida de Cuba. En el año 1906 se inauguró el tranvía que unía San Fernando con Cádiz. En 1917 se reforma la Capitanía. En los años 20 se construyen la Fábrica de San Carlos (1924) y el mercado central (1928), año en el que se construye el primer edificio de hormigón, el Cine Salón. En el año 1924 la dictadura de Primo de Rivera reconoce la soberanía isleña sobre el Arsenal de la Carraca frente a Puerto Real. Tanto las salinas como los pescadores se encuentra en decadencia, estos últimos por la acumulación de arena en la barra del Caño de Sancti Petri. Durante la guerra civil española en la ciudad no se producen combates destacables, aunque el penal situado en la Casería de Ossio sirvió para recluir a prisioneros de guerra republicanos, ostentando la condición de campo de concentración hasta agosto de 1938, en que pasó a ser Penal Naval Militar durante la Dictadura. En el año 1942 la industria naval de un paso a delante con la creación de la E.N.Bazán. Al año siguiente los comercios sufren un revés con el traslado de la escuela de guardamarinas a Marín. En ese mismo año se funda el Club Deportivo San Fernando. En el año 1945 se inaugura la Ermita del Cerro de los Mártires, cerca del lugar donde supuestamente fueron martirizados San Servando y San Germán. En la explosión de los polvorines de Cádiz, en 1947, muchos heridos fueron llevados al hospital de San José, polvorines que poco después fueron trasladadas a los Polvorines de Fádricas. En 1952 se construye el muelle de Gallineras. En la segunda mitad del siglo XX comienza el crecimiento demográfico de San Fernando, construyéndose nuevas barriadas (La Bazán, La Ardilla...). En 1965 aparece el Mirador de San Fernando. En esa época en CD San Fernando se encuentra en su mejor momento, llegando a jugar 10 años en la Segunda División de España. En 1981 se derriba el viejo hospital de marina, construyéndose el actual Hospital militar de San Carlos. En 1986 se construye la variante de la N-IV.

### sigloXXI
En el año 2010 la ciudad isleña celebró el Bicentenario de las Cortes de Cádiz, motivo por el cual se celebraran en esta ciudad el XIV Campeonato Iberoamericano de Atletismo de 2010. En 2013, San Fernando celebró el 200 aniversario de cuando la Real Villa Isla de León pasa a llamarse San Fernando. Esta acción se conmemoró con la colocación de una placa conmemorativa en la Iglesia del Carmen. En 2014, San Fernando consiguió que el Hospital San Carlos, el único hospital de la ciudad, pase a uso público a cargo de la Junta de Andalucía. También se consigue que este mismo año San Fernando sea la meta de la segunda etapa de la 69.ª edición de la Vuelta a España y parte del itinerario de la tercera